# Wampir: Requiem
Wampir: Requiem (ang. Vampire: The Requiem) to gra fabularna wydana przez wydawnictwo White Wolf osadzona w „nowym” Świecie Mroku, będąca następcą linii gry Wampir: Maskarada. Wydana została w sierpniu 2004 roku wraz z nowym podręcznikiem podstawowym do Świata Mroku. Mimo iż jest to całkowicie nowa gra a nie kontynuacja poprzednich edycji, korzysta z wielu elementów swoich poprzedników. Tytuł gry jest metaforą jaką wampiry z gry określają swoje życie.
Pomimo tego, że Wampir: Requiem sama w sobie jest pełną grą, do zabawy potrzebny jest jeszcze podręcznik główny do nowego Świata Mroku, gdyż w nim znajdują się podstawowe zasady dotyczące rozgrywki.
W Polsce gra ukazała się w sierpniu 2009.

## Klany
Podobnie jak w poprzedniej grze Spokrewnieni (ang. Kindred) są wciągani do jednego z Klanów w momencie ich przemiany w wampiry. Owe klany to:
- Daeva – uwodzicielscy seksualni drapieżnicy
- Gangrel – prymitywni i dzicy łowcy
- Mekhet – dyskretni posiadacze ukrytej wiedzy
- Nosferatu – skryte i przerażająco zdeformowane potwory
- Ventrue – przyzwyczajeni do rządzenia wampirzy arystokraci

Każdy Klan pokazuje nam inny archetyp wampira. Dla przykładu Daeva to uwodzicielscy i drapieżni łowcy przywodzący na myśl obraz wytwornego wampira doskonale czującego się w towarzystwie – podobnie jak Lestat w Kronikach Wampirów Anne Rice. Gangrel obejmują temat samotnych, dzikich i brutalnych łowców. Mekhet to zakonspirowani okultyści, wampiry, które kryjąc się w cieniu gromadzą wiedzę i mądrość oraz pociągają za niewidzialne sznurki, kierując innymi. Wampiry Nosferatu to obce i koszmarnie zniekształcone potwory a Ventrue to wampirza arystokracja, prawdziwi władcy nocy (podobnie jak Drakula Brama Stokera).
Wewnątrz tych klanów jest jeszcze dużo „podklanów” zwanych liniami krwi (ang. bloodlines).

## Przymierza
(ang. Covenants)
W grze jest także dużo politycznych frakcji znanych jako Przymierza. Są to:
- Invictus - wywodzący się ze starożytnego Rzymu współcześni arystokraci
- Lancea Sanctum - wampiry czerpiące z tradycji chrześcijańskiej, uważające iż wampiryzm jest klątwą nałożoną na nich przez Boga
- Ordo Dracul - spokrewnieni wywodzący się od mitycznego Drakuli, próbujący uwolnić się od wampirzego przekleństwa
- Ruch Kartiański (ang. The Carthian Movement) - rewolucjoniści i idealiści próbujący wprowadzić do wampirzej społeczności idee demokracji
- Wiedźmi Krąg (ang. The Circle of the Crone) - współcześni czarnoksiężnicy i neopoganie
- Niezrzeszeni (ang. The Unaligned) - wampiry nie należące do żadnego z przymierzy

## Moce i zdolności (dyscypliny)
(ang. disciplines)
Spokrewnieni (wampiry używają tego słowa, gdy mówią o sobie) mogą używać dużej ilości nadnaturalnych mocy zwanych Dyscyplinami. Są to specjalne zdolności związane z wampirzym przekleństwem. Owe umiejętności, podobnie jak i same wampiry, do działania potrzebują krwi wysysanej ze śmiertelników. Wiele z dyscyplin zapewnia spokrewnionym zdolność do dłuższego kontynuowania ich egzystencji oraz do łatwiejszego polowania i zdobywania ludzkiej krwi.
Dyscypliny dzieli się najczęściej na powszechne (takie, które posiadają spokrewnieni z więcej niż jednego klanu), unikatowe (wampiry tylko z jednego klanu posiadają owe zdolności), związane z przymierzem (znane tylko członkom danego przymierza i nie przekazywane nikomu spoza niego) oraz związane z linią krwi (posiadane tylko przez wampiry z danej linii krwi danego klanu). Mimo to spokrewnieni mający dostęp do nauczyciela i odpowiednio dużej ilości czasu (czasami nawet lat, jeśli chodzi o potężne dyscypliny) mogą posiąść moce niezwiązane z ich klanem i przymierzem.
Mówiąc językiem mechaniki gry koszt (w punktach doświadczenia) wykupienia owych dyscyplin jest znacznie wyższy niż koszt wykupienia zdolności wrodzonych danego wampira. Ilość czasu potrzebna na nauczenie się danych umiejętności jest z kolei tak wysoka, iż praktycznie niemożliwe jest osiągnięcie w nich mistrzostwa przez graczy. Mimo to, wielu narratorów (określenie mistrza gry w Requiem) wprowadza "domowe zasady", które pozwalają graczom na nauczenie się dyscyplin innych klanów znacznie łatwiej niż jest to opisane w podręczniku.

### Powszechne dyscypliny

#### Fizyczne
- - Akceleracja (ang. Celerity): Zdolność do poruszania się z niezwykłą prędkością i olbrzymią precyzją.
  - Odporność (ang. Resilience): Zdolność do przyjmowania bez szwanku potężnych obrażeń.
  - Wigor (ang. Vigor): Zdolność do używania nadnaturalnej siły - większej nawet niż niezwykła siła innych wampirów.

#### Psychiczne
- - Animalizm (ang. Animalism): Zdolność do komunikowania się i rozkazywania zwierzętom; jest powiązana z wewnętrzną Bestią wampira.
  - Niewidoczność (ang. Obfuscate): Zdolność do ukrywania się poprzez "zamglenie" słabych umysłów przeciwników; powiązana z naturalnym sprytem i przebiegłością wampirów.

### Unikatowe dyscypliny
- - Dominacja (ang. Dominate): Przeszywające spojrzenie potrafiące rozkazywać i łamać wolę przeciwników (praktykowane przez Ventrue).
  - Koszmar (ang. Nightmare): Zdolność do sprowadzania na ofiarę kompletnego szaleństwa poprzez ukazanie ofierze jej pierwotnej natury (praktykowane przez Nosferatu).
  - Majestat (ang. Majesty): Uwodzicielski lub rozkazujący wpływ na emocje albo też drapieżna manipulacja słabymi umysłami (praktykowane przez Daeva).
  - Nadwrażliwość (ang. Auspex): Nadnaturalna wrażliwość i spostrzegawczość oraz zdolność do zauważania i poznawania rzeczy zwykle niewidocznych (praktykowane przez Mekhet).
  - Transformacja (ang. Protean): Zdolność do przyjmowania wielu różnych form - jak na przykład zmiana w wilka lub w mgłę (praktykowane przez Gangrel).

### Dyscypliny związane z przymierzem
- - Crúac
  - Smocze Zwoje (ang. Coils of the Dragon)
  - Tebańska Magia (ang. Theban Sorcery)

### Dyscypliny związane z linią krwi
Istnieje wiele różnych, unikatowych Dyscyplin związanych z wampirzymi liniami krwi. Są najczęściej bardzo specyficzne i rzadko kiedy używane poza wysoko wyspecjalizowanymi celami.

## Przeciwnicy
(ang. Antagonists)
Wampiry mają wielu wrogów - w większości pochodzących z ich własnych klanów i przymierzy. Są jednak i tacy, którzy pochodzą spoza wampirzej społeczności, wobec której są wrodzy. Do najpotężniejszych z nich możemy zaliczyć wampiry z:
- Miotu Beliala (ang. Belial's Brood)
- VII

## Różnice w stosunku doWampira: Maskarady
Pod wieloma względami Wampir: Requiem jest bardzo podobny do swojego poprzednika, Maskarady, istnieją jednak istotne różnice.
Główną różnicą między tymi grami jest ich tematyka i nastrój – można powiedzieć, iż Wampir: Requiem jest bliższy Maskaradzie takiej, jaka była pierwotnie, niż sama Maskarada po 13 latach jej obecności na rynku.
Różnice można ogólnie podzielić na dwa rodzaje: zmiany w mechanice gry mające na celu uczynienie gry bardziej grywalną oraz różnice "kulturowe" mające sprawić, iż gra z action-horroru zmieni się zgodnie z początkowym życzeniem autorów w personal-horror.
Zgodnie ze zmianami w mechanice gry, pierwszą i najbardziej widoczną jest wyrzucenie z gry systemu "wampirzych pokoleń". Moc wampira nie jest już powiązana z mocą wampira, który go stworzył; zamiast tego rozpoczyna on z najniższym poziomem mocy, która powoli zwiększa się wraz z jego wiekiem (może się zwiększać znacznie szybciej, jeśli wampir będzie wysysał moc innych spokrewnionych).
Wampiry posiadają teraz także pewną ilość "fabularnych akcesoriów", które pomagają im w utrzymaniu Maskarady, jak na przykład rozmazany obraz w kamerach wideo. Znana z poprzedniej gry zdolność do ukrywania ran powstałych po ukąszeniu poprzez polizanie ich pozostała.
Dyscypliny także mocno się zmieniły. Pojawiły się drobne zmiany w owych mocach, mające sprawić, iż staną się one mniej przydatne w walce a bardziej w innych przypadkach. Dodatkowo kilka ze starych klanów (obecnie linii krwi) zmieniło swój nastrój co zaowocowało zmianami w dyscyplinach by to odzwierciedlić (jako przykład można podać wampiry Nosferatu, które z buntowniczych wyrzutków stały się prawdziwymi potworami dostając nową dyscyplinę Koszmar, pomagającą lepiej odzwierciedlić ów potworny obraz).
Najbardziej widoczne i zarazem najdalej posunięte są zmiany "kulturowe" i to właśnie w nich starzy gracze Maskarady odnajdą najwięcej różnic.
Pierwszą i najłatwiejszą do zauważenia zmianą jest ta, która zaszła w klanach. Ich ilość z 13 zmniejszyła się do pięciu i teraz każdy z nich reprezentuje szeroko znany z literatury archetyp wampira. Zmiana ta miała na celu zmuszenie graczy do większej indywidualizacji swoich postaci a nie grania nimi jako "ostatnimi przedstawicielami umierającej rasy" - był to problem występujący wśród wielu miłośników Maskarady.
Drugą z zasadniczych zmian jest zapowiadane obniżenie znaczenia wampirzego klanu. W Maskaradzie klan mówił o większości aspektów twojej interakcji z przedstawicielami innych klanów. W Requiem klan jest "przyrodzony" i mniej znaczący od politycznej frakcji (przymierza) do której należysz. (Może się to różnić w zależności od gry - czasami ani klan ani przymierze nie mają znaczenia w rozgrywce.) Spowodowało to największą różnicę w politycznym aspekcie gry, gdyż w Maskaradzie prawie cała polityka była międzyklanowa.
Najważniejsza zmiana, jaka zaszła w grze była mimo wszystko związana z sektami (teraz są zwane przymierzami) do których mogą należeć wampiry. W Wampirze: Maskaradzie wampir należał do Camarilli (lub jej kłótliwego odłamu, Anarchistów), Sabatu (i jego tajnego, super brutalnego ramienia zwanego Czarną Ręką), Inconnu lub był wyizolowany i samotny. Zgodnie z historią tylko około 50 wampirów należało do Inconnu i wszyscy oni byli starożytni i bardzo potężni (byli także rzadko wspominani w dodatkach późniejszych niż do pierwszej edycji; "Lair of the Hidden" jest tu wyjątkiem). W rezultacie większość wampirów należała albo do Camarilli albo do Sabatu. Doprowadziło to do sytuacji, w której obie sekty były ze sobą w wiecznym politycznym, ideologicznym i fizycznym konflikcie. Jakakolwiek gra nastawiona na politykę między owymi sektami była więc praktycznie niemożliwa.
Requiem odeszło od pomysłu owej wiecznej wojny i stworzyło świat pełen intryg i polityki (i tym samym zmniejszyło ilość brutalnych scen, które były normalnością w wojnie znanej z Maskarady). Przymierza zastąpiły teraz sekty i co ważniejsze - żadne z przymierzy nie jest w stanie wojny z innymi. Gdyby chcieć porównać dawne sekty i obecne przymierza mogłoby to wyglądać tak: obecni Kartianie to dawni Anarchiści, Invictus jest z kolei dawną Camarillą. W pewnym sensie Wiedźmi Krąg, Ordo Dracul i Miot Beliala reprezentują różne twarze Sabatu - Ordo Dracul to wampiry starające się wyrwać ze swojego przekleństwa, Wiedźmi Krąg zastępuje znane z Sabatu pogańskie ceremonie i filozofię, Miot Beliala z kolei jest tak brutalny i potworny jakim był Sabat z pierwszej edycji Maskarady, zanim trzecia edycja dodała mu filozofię działania. VII zastępuje Czarną Rękę, jednak bez tak wielkiego "bagażu" jej historii.
Co ważne, mimo iż członkowie każdego Przymierza żyją na każdym zaludnionym kontynencie i w większości krajów, to żadne z nich nie posiada scentralizowanej hierarchii, jaką miały Camarilla i Sabat w poprzednich grach. Oprócz tej zmiany także to, że wszystkie wampiry od czasu do czasu zapadają na długo w Torpor (który sprawia, iż tracą pamięć) sprawiło, że większość wydarzeń znanych z ludzkiej historii nie okazuje się już być napędzane przez zakulisowe machinacje wampirów (oraz innych nadnaturalnych istot, którymi można grać).
Ostatnią z bardzo widocznych zmian w grze jest usunięcie wampirzej "mitologii" związanej z Kainem i innymi przedpotopowymi wampirami. Nie istnieje już "jedyna prawdziwa historia" wampirów; nie są oni już pewni swojego pochodzenia. Mimo iż wampiry wciąż knują przeciw sobie, nie są już marionetkami w rękach założycieli swoich klanów, nie mają już też wiszących nad nimi apokaliptycznych proroctw zwiastujących ich zagładę.
Inaczej niż we wcześniejszych wersjach gry, White Wolf nie podaje w Requiem jedynego prawdziwego wyjaśnienia wampirzej historii – pozostawia to poszczególnym narratorom, którzy sami mogą wyjaśnić graczom wampirze początki (oczywiście, jeśli zechcą). Przez wprowadzenie Torporu zacierającego wampirzą pamięć nawet najstarsi ze spokrewnionych nie pamiętają już swej historii i muszą zgadywać jak mógł wyglądać początek ich rasy. Żadne z Przymierzy nie ma już wiedzy o dawnej historii, mimo iż Lancea Sanctum i Ordo Dracul utrzymują, iż ich przodkowie zostali bezpośrednio przeklęci przez Boga a nie przemienieni przez innego wampira.
W oryginalnym Wampirze: Maskaradzie chrześcijaństwo było „domyślną” prawdą, motywem stojącym za Światem Mroku. Późniejsze dodanie między innymi spokrewnionych ze wschodu sprawiło autorom ogromny problem by powiązać różne wątki w spójną historię; ukazanie Kaina jako prawdziwego przodka wampirzej rasy stwarzało narratorom chcącym prowadzić przygody w innym kręgu kulturowym duże trudności. W związku z tym, chrześcijańskie motywy mają w Requiem mniejsze znaczenie, mimo iż ów nurt nadal jest reprezentowany przez jedno z Przymierzy.

## Wydane podręczniki wraz z rokiem wydania
Dotychczas ukazały się następujące podręczniki:
- Rok 2004:
  - Vampire: The Requiem - podręcznik główny zawierający zasady pozwalające rozpocząć zabawę (nie zawiera głównych zasad dotyczących rozgrywki, znajdują się one w podręczniku głównym nowego świata mroku World of Darkness Rulebook)
  - Coteries - dodatek przedstawiający różne pomysły na wampirze koterie (koterią nazywa się grupa wampirów biorąca udział w grze)
  - Nomads - podręcznik mówiący o wampirach, które opuściły miasto; opisuje różne problemy, które mogą napotkać podróżujące wampiry
  - Rites of the Dragon - fabularyzowany testament założyciela frakcji Ordo Dracul - mitycznego Drakuli
  - Vampire Character Sheet Pad – zestaw kart postaci dla każdego klanu i każdego przymierza (w różnych kombinacjach)
  - Vampire: The Requiem Storyteller's Screen - ekran mistrza gry
- Rok 2005:
  - Bloodlines: The Hidden – pierwszy z serii dodatków opisujących wampirze linie krwi
  - City of the Damned: New Orleans - setting, w którym mogą rozgrywać się sesje; zawiera zarówno zwykły jak i "nadnaturalny" opis miasta
  - Ghouls - dodatek przedstawiający Ghule - wampirzych niewolników zniewolonych mocą krwi
  - The Invictus - podręcznik z serii dodatków opisujących wampirze przymierza
  - Lancea Sanctum - podręcznik z serii dodatków opisujących wampirze przymierza
  - Ordo Dracul - podręcznik z serii dodatków opisujących wampirze przymierza
  - VII - dodatek opisujący 3 możliwe warianty wampirów z sekty VII
- Rok 2006:
  - Bloodlines: The Legendary – drugi z serii dodatków opisujących linie krwi; skupia się na mniej znanych liniach
  - Carthians - podręcznik z serii dodatków opisujących wampirze przymierza
  - Circle of the Crone - opisuje przymierze Wiedźmi Krąg
  - Mythologies - dodatek opisujący swoistą "mitologię" wampirów
  - Requiem Chronicler's Guide - na podręcznik składa się seria kilkunastu luźnych artykułów mogących pomóc narratorom w ulepszeniu ich sesji
- Rok 2007:
  - Belial's Brood - dodatek opisujący wampiry z sekty Miot Beliala
  - The Blood - podręcznik skierowany w szczególności do graczy
  - Bloodlines: The Chosen - kolejny z serii dodatków opisujących linie krwi
  - Damnation City - skupia się na wielkim mieście, jako settingu, w którym toczy się gra
  - Requiem for Rome - pozwala przenieść świat gry do starożytnego Rzymu
- Rok 2008:
  - Fall of The Camarilla - przedstawia upadek jednego z największych wampirzych społeczeństw w starożytnym Rzymie
  - Kiss of the Succubus: Daeva - przedstawia wampiry należące do klanu Daeva
  - Lords Over the Damned: Ventrue - opisuje wampiry z klanu Ventrue
  - Savage and Macabre: Gangrel - dodatek skupiający się na wampirach z klanu Gangrel

Jako akcesoria do gry ukazały się także wpinki do ubrań przedstawiające symbole różnych wampirzych klanów i frakcji. Mają się ukazać kolejne podręczniki i dodatki.

## Filmowa adaptacja
New Line Cinema kupiła prawa do Vampire: Requiem i planuje stworzyć film oparty na grze.